# Papiro 2

Fragmento del Papiro 2.

El Papiro 2 ({\displaystyle {\mathfrak {P}}}2) es un papiro del Nuevo Testamento antiguo. Este contiene todo el texto de Evangelio de Lucas (7,22-26.50) y Evangelio de Juan (12,12-15). Paleográficamente ha sido asignado al siglo VI.

## Descripción
El manuscrito es un fragmento de una hoja que contiene una columna por página, de aproximadamente (6.6 cm, por 5.8 cm) en 13 líneas por página.
La nomina sacra está escrita con abreviaturas.
El fragmento parece ser parte de un leccionario. El texto griego de este códice está mezclado, Aland lo ubicó la Categoría III.
El nombre de la ciudad ιεροσολυμα (Jerusalén) está con la variante ιερου[σο]λ̣υ̣[μα].
Ermenegildo Pistelli fechó el manuscrito al siglo V o VI; Ernst von Dobschütz al VI o VII.

## Historia
Actualmente se conserva en el Museo Arqueológico Nacional de Florencia (Inv. no. 7134) en Florencia.

## Lectura adicional
- Caspar René Gregory, Die griechischen Handschriften des Neuen Testament, J. C. Hinrichs’sche Buchhandlung, Leipzig, 1908, p. 45.
- Kurt Aland and Barbara Aland. The text of the New Testament: an introduction to the critical editions and to the theory and practice of modern textual criticism. Second edition. Translated by Erroll F Rhodes. Grand Rapids, Míchigan: William B. Eerdmans Publishing Company, 1989.
- Ellwood M. Schofield, The Papyrus Fragments of the Greek New Testament, Diss. Louisville 1936, pp. 86–91.